# Antykwa linearna

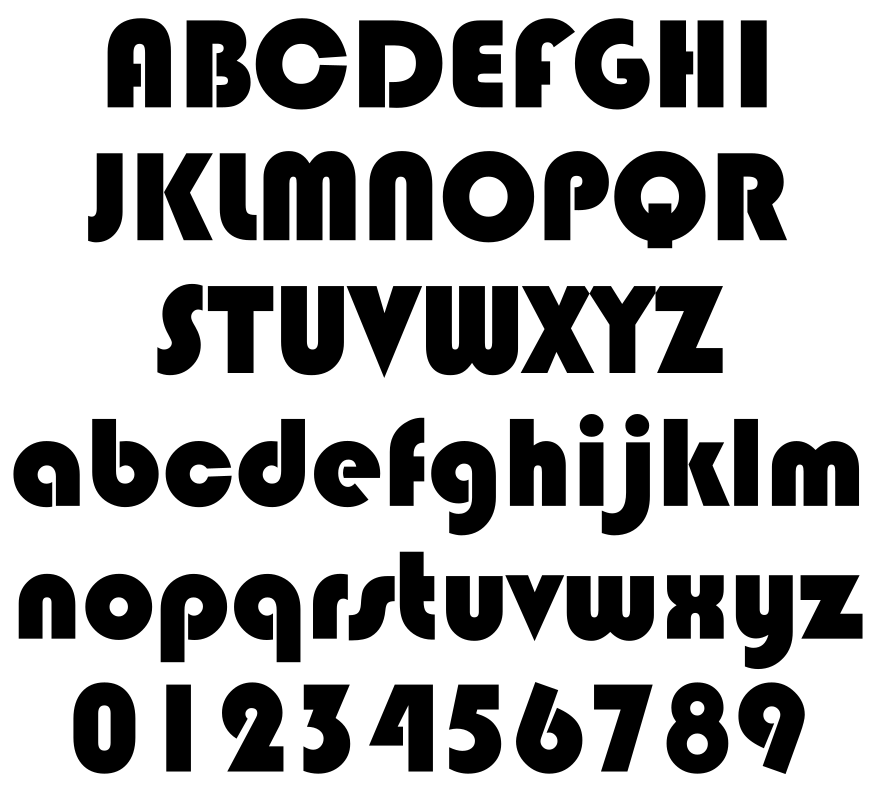
Font Bauhaus

Antykwa linearna – ogólna nazwa wszystkich jednoelementowych krojów pism drukarskich, czyli krojów, w których wszystkie znaki zbudowane są z kresek o tej samej stałej szerokości. W kształtach znaków antykw linearnych dopuszczalne są tylko niewielkie przewężenia kresek mające zachować optyczne wrażenie stałej szerokości kreski lub stałą szerokość kreski po uwzględnieniu zlewania się farby drukarskiej w krytycznych miejscach łączenia kresek pod kątem ostrym.
W skład antykw linearnych wchodzą dwie grupy krojów:
- antykwy linearne bezszeryfowe (tzw. grotesk)[1],
- antykwy linearne szeryfowe (tzw. egipcjanka)[1].

Obie formy antykw linearnych użyte zostały po raz pierwszy w I poł. XIX wieku.